# Заборовка (Калужская область)
Заборовка  — деревня в Перемышльском районе Калужской области, в составе муниципального образования Сельское поселение «Село Калужская опытная сельскохозяйственная станция».

## География
Расположена на южном берегу реки Выссы, в 27 километрах на северо-запад от районного центра — села Перемышль. Рядом село Калужская опытная сельскохозяйственная станция.

## Население
| 2002 | 2010 |
| ---- | ---- |
| 72   | ↗75  |

## История
Поселение известно с допетровских времён. В атласе Калужского наместничества, изданного в 1782 году, территории современной деревни обозначаются как писцовые церковные земли храма Благовещения Пресвятой Богородицы и село Перемышльского уезда Слободка княжны Елизаветы Федоровны Заборовской.

Село Слободка Елизаветы Федоровны Заборовской, Варлама Варламова, Максима Яковлева и пр. детей Меньших… На правом берегу реки Высы, церкви Благовещения Пресвятой Богородицы, дом господский деревянный, при доме сад иррегулярной, два пруда, две мушныя мельницы, лес дровяной, трава родится богато, хлеба [по]средственно… Крестьяне на оброке.— Описания и алфавиты к Калужскому атласу
По свидетельству русского инженера и видного теоретика архитектуры Российской империи XIX века Н. И. Рошфора (Рошефора) Благовещенская церковь в Слободке (Рахманове) была сооружена деревянной в 1721 году а поновлена в 1834-м.
В 1858 году село (вл.) Слободка Заборовская (Рахманова) 2-го стана Перемышльского уезда, при речке ВыссҌ, православной церкви и колодцах, 55 дворах, население 469 человек — по левую сторону транспортной дороги из г. Воротынска в г. Перемышль.
По различным источникам наделы по берегам Выссы и усадьба принадлежали Заборовским до 1820 года, вскоре эти земли и имение приобрёл генерал-майор русской императорской армии А. Я. Миркович.
В середине XIX века усадьба и наделы в бесспорном владении помещицы В. А. Рахмановой, а с 1899 года — княгини О. А. Ширинской-Шихматовой, которая построила главный усадебный дом на противоположном берегу реки Выссы (на месте современного села Калужская опытная сельскохозяйственная станция).
К 1914 году Заборовская Слободка — село, административный центр Заборовской волости Перемышльского уезда Калужской губернии. В 1913 году население 829 человек. Имелась собственная церковно-приходская школа.
В деревне находится полуразрушенная и закрытая большевиками Благовещенская церковь, возведённая каменной в 1911 году по проекту архитектора М. Т. Преображенского. Напоминает собой архитектурные формы древнего новгородского зодчества.
В годы Великой Отечественной войны деревня была оккупирована войсками Нацистской Германии с 9 октября по конец декабря 1941 года. Освобождена в ходе Калужской наступательной операции частями 50-й армии генерал-лейтенанта И. В. Болдина.